# Life - Lo spettacolo della vita
Life - Lo spettacolo della vita è stato un programma televisivo italiano, condotto da Tessa Gelisio nel 2010 su Rete 4, in prima serata per quattro puntate.

## Spin-off
Dall'estate 2011 va in onda il programma molto simile, Lo spettacolo della natura, sempre condotto da Tessa Gelisio.